# Laeva (commune)
Cet article concerne la commune. Pour le bourg éponyme, voir Laeva.
Laeva (en estonien : Laeva vald) est une municipalité rurale estonienne appartenant au comté de Tartu. 

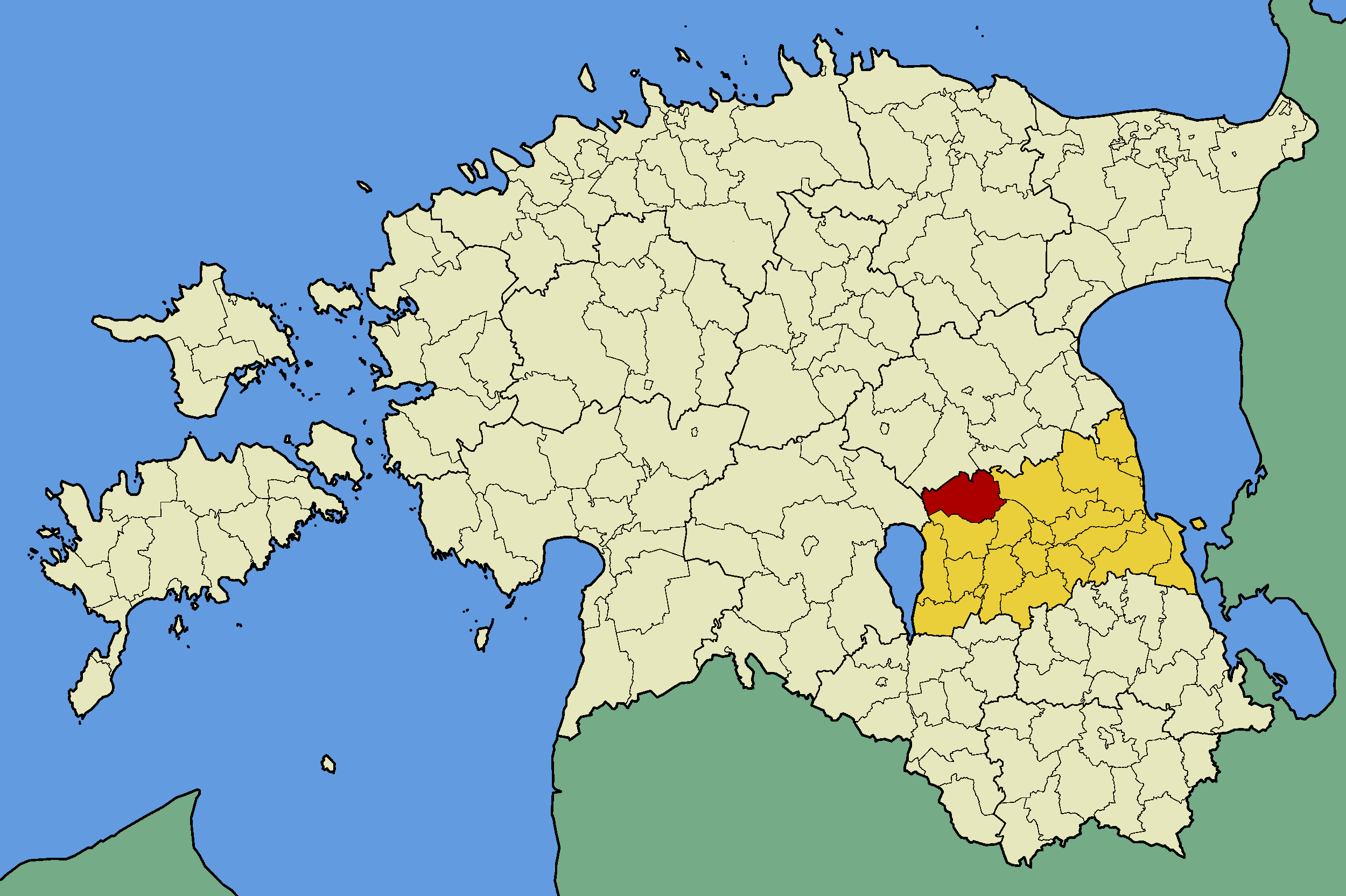
Commune de Laeva (en rouge) dans le Comté de Tartu (en jaune).

## Géographie
Elle s'étend sur 233,2 km2. 
Elle a 805 habitants(01/01/2012).
La commune de Laeva comprend les territoires de six villages : Kämara, Kärevere, Laeva, Siniküla, Valmaotsa et Väänikvere.
Le parc naturel d'Alam-Pedja (7 831 hectares) se trouve dans le territoire de la commune.

## Histoire
Laeva a été mentionné sous le nom de Laiwa en 1295. Aux XVIIIe et au XIXe siècles, l'endroit était connu pour sa production de verre.